# Heteromesus calcar
Heteromesus calcar là một loài chân đều trong họ Ischnomesidae. Loài này được Cunha & Wilson miêu tả khoa học năm 2006.